# 주어역
주어역(독일어: Bahnhof Suhr)은 스위스 아르가우주의 주어 지자체에 있는 기차역이다. 스위스 연방 철도의 표준궤 초핑엔-베팅엔선과 1,000mm 표준궤 쇠프트란트–아라우–멘치켄선 아르가우 교통의 교차점에 있다.

## 역사
주어역은 스위스 국철(SNB)에 의해 건설되었다. 원래 SNB의 표준궤인 초핑엔–베팅엔선 및 아라우–주어선의 교차점 바로 서쪽에 위치했으며, 1877년에 해당 노선과 개통했다. 역과 이전 SNB 노선은 스위스 북동부 철도(NOB)의 일부가 되었다. 1878년, SBB는 1902년에 개통했다. 1904년, 비넨탈 철도(WTB)는 아라우에서 수르를 거쳐 멘지켄까지 이어지는 미터궤 트램웨이를 개통하여, 역 서쪽을 수평으로 횡단하였다. 1958년 WTB는 비넨탈과 주어렌탈 철도(WSB) 회사의 일부가 되었다.
2004년에 SBB는 표면 도로에서 대략 평행한 미터궤 노선의 경로 변경을 허용하기 위해 표준궤 아라우-주어선을 폐쇄했다. 이 경로 변경의 일환으로 SBB의 초핑엔에서 주어역 동쪽의 베팅엔선까지 가는 협궤 노선을 연결하기 위해 새로운 지하도가 건설되었으며, 표준궤와 미터궤 노선을 직접 환승할 수 있도록 역에 새로운 플랫폼이 건설되었다. 2010년에 새로운 노선이 개통되었다. 2018년에 WSB는 아르가우 교통(Aargau Verkehr AG, 약칭 AVA) 회사의 일부가 되었다.

## 운행편
다음 서비스는 주어에서 정차한다.
- 아르가우 S반:
  - S14: AVA가 운영하는 쇠프트란트, 아라우 WSB 및 멘치켄에서 15분 간격으로 운행
  - S28: SBB에서 운영하는 초핑엔과 렌츠부르크 사이를 30분 간격으로 운행